# Carcuma
Carcuma é uma localidade do estado australiano da Austrália Meridional, localizada a cerca de 150 quilômetros (93 mi) a sudeste da capital do estado de Adelaide e cerca de 67 quilômetros (42 mi) a sudeste da sede municipal em Tailem Bend.